# União das Freguesias de Covelo de Paivó e Janarde
União das Freguesias de Covelo de Paivó e Janarde, kürzer Covelo de Paivó e Janarde ist eine Gemeinde (Freguesia) im portugiesischen Kreis (Concelho) von Arouca im Distrikt Aveiro.
In der Gemeinde leben 222 Einwohner auf einer Fläche von 44,38 km² (Zahlen nach Stand 30. Juni 2011).
Die Gemeinde wurde im Zuge der Gebietsreform vom 29. September 2013 durch Zusammenlegung der Gemeinden Covelo de Paivó und Janarde neu geschaffen. Covelo de Paivó wurde Sitz dieser neu gebildeten Gemeinde.